# لینکس ایر اینترنشنال

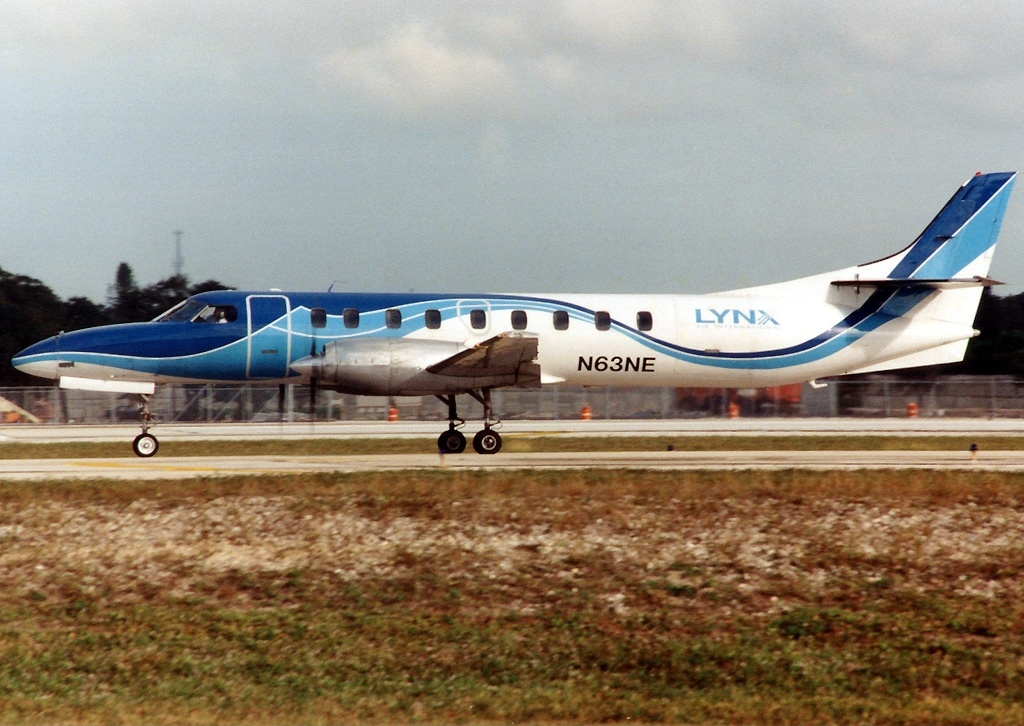
لینکس ایر اینترنشنال

لینکس ایر اینترنشنال (به انگلیسی: Lynx Air International) یک شرکت هواپیمایی است که در ۱۹۸۹ میلادی تأسیس شده‌است. دفتر مرکزی لینکس ایر اینترنشنال در فورت لادردیل، فلوریدا، فلوریدا، ایالات متحده آمریکا واقع شده‌است و قطب این شرکت هواپیمایی در فرودگاه بین‌المللی فورت لادرداله – هالی‌وود قرار دارد.